# Effet utile
Dans le domaine de l'interprétation des lois, un argument d'interprétation d'effet utile est un argument qui découle de l'adage que « le législateur ne parle pas pour rien dire » et qu'« il ne reste pas silencieux pour rien ».

## Par ordre juridique

### Droit canadien
En droit québécois, il s'agit d'une présomption contenue à l'article 41.1 de la Loi d'interprétation. Il y a un postulat que le législateur s'exprime correctement. L'interprète doit donc considérer que chaque élément d'une  disposition a une raison d'être. 
Bien que la Loi d'interprétation fédérale n'a pas de disposition équivalente, il s'agit néanmoins d'un principe jurisprudentiel en droit canadien, par exemple dans l'arrêt R. c. Barnier .

### Droit de l'Union européenne
En droit de l'Union européenne, la Cour de justice a consacré le principe de l'effet utile des dispositions européennes.